# Phare de Santana
Le phare de Santana (en portugais : Farol da Ilha de Santana) est un phare situé dans l'île de Santana, dans la Baía de São Marcos (en) (État de Maranhão - Brésil).
Ce phare est la propriété de la Marine brésilienne  et il est géré par le Centro de Sinalização Náutica e Reparos Almirante Moraes Rego (CAMR) au sein de la Didection de l'Hydrographie et de la Navigation (DHN).

## Historique
Le premier phare a été mis en service le 1er juin 1831, bien que sa construction fut autorisée dès juin 1822. La tour en maçonnerie a été construite en trois ans, près de la plage dans un endroit sans pierre. Il était de 31 m de haut et sa lanterne était équipée d'une lentille catoptrique rotative avec une portée de 18 milles marins (environ 33 km). Peu de temps après, le phare a été menacé par l'érosion de la mer et les efforts faits pour le sauver ont été sans succès.
Il a été décidé de construire, un peu plus loin, un nouveau phare. C'était une structure en poutrelles métalliques (Skeletal tower (en)) d'une hauteur de 26 m. Le système optique d'origine a été transféré sur celui-ci qui a été mis en service le 26 janvier 1961. Quelques années plus tard, l'érosion de la mer a encore endommagé le second phare et un troisième phare a été construit.
C'est une tour pyramidale en fonte préfabriquée en Angleterre par Armstrong Whitworth. Le nouveau phare, peint en blanc, a été mis en service le 2 décembre 1883. La lanterne a été équipée d'une lentille de Fresnel de 2e ordre, construite par Chance Brothers (en), émettant une lumière blanche et rouge. Avec le passage des années, la tour de fonte a subi une détérioration progressive, causée par la rouille, et la construction d'un nouveau phare devenait essentielle. La tour de fonte a été partiellement démantelée et, il y a quelques années, elle a été complètement démolie.
Le phare actuel, une tour cylindrique en béton, avec balcon et lanterne, a été construite à côté de l'ancien. Il a une hauteur de 49 m et a été allumé le 1er juillet 1964. La lanterne et le dispositif optique provient de l'ancien phare. Le phare émet deux longs éclairs blancs alternatifs avec un éclat rouge, toutes les 51 s ; le feu blanc a une portée maximale de 31 milles nautiques (environ 57 km, 36 mi) et le feu rouge, de 25 milles marins (environ 46 km). Il est aussi équipé d'un radar Racon émettant la lettre « B » en alphabet morse.
Identifiant : ARLHS : BRA050 ; BR0804 - Amirauté : G0092 - NGA : 17716.

## Caractéristique dufeu maritime
- Fréquence sur 51 secondes : 3 flashs (blanc-blanc-rouge)
  - Lumière : 6 secondes
  - Obscurité : 11 secondes